# Тусупов, Алдиярбек Али-Аскарович
Алдиярбе́к Али-Аска́рович Тусу́пов (род. 9 сентября 1947, с. Ильич, Джамбулская область) — глава Жамбыльской городской администрации (1992—1995), депутат Мажилиса Парламента Республики Казахстан (2004—2007).

## Биография
В 1966—1968 годы работал слесарем. В 1973 году окончил Джамбулский гидромелиоративно-строительный институт по специальности «инженер-гидротехник-строитель». В 1973—1976 годы работал на Джамбульском заводе двойного суперфосфата ПО «Химпром» (инженер, старший, главный инженер).
С 1976 года — на партийной и советской работе: инструктор, заведующий отделом Джамбульского райкома, горкома компартии Казахстана; с 1983 — заместитель председателя Центрального райисполкома (Джамбул); с 1989 — председатель Каратауского горисполкома.
В 1992—1995 годы — глава Жамбыльской городской администрации.
В последующем работал начальником Жамбылского областного управления охраны окружающей среды (1996—2004), заместителем начальника Шу-Таласского департамента экологии — Главным государственным экологическим инспектором по Жамбылской области (с 2008).
С 19 сентября 2004 по 20 июня 2007 года — депутат Мажилиса Парламента Республики Казахстан от избирательного округа № 30 Жамбылской области, член Комитета по финансам и бюджету; член депутатской группы Парламента Республики Казахстан «Енбек», член депутатской фракции Народно-демократической партии «Нур Отан».
С 2015 года — председатель Таразского городского совета ветеранов.
Почётный гражданин города Тараз.

## Семья
Жена — Айша Койшибаевна Шокенова (р. 1950).
Дети: сыновья Казбек (р. 1974) и Адиль (р. 1977), дочь Асель (р. 1983).